# هلموت سیبت
هلموت سیبت (انگلیسی: Hellmut Seibt؛ ۲۵ ژوئن ۱۹۲۹ – ۲۱ ژوئیهٔ ۱۹۹۲) اسکیت‌باز نمایشی اهل اتریش بود.